# All Days Are Nights: Songs for Lulu
Albums de Rufus Wainwright
Milwaukee at Last!!!
(2009) House of Rufus
(2011)
All Days Are Nights: Songs for Lulu est le sixième album studio de l'auteur-compositeur-interprète canadien Rufus Wainwright, sorti initialement au Canada sous le label Decca Records le 23 mars 2010. L'album est produit par Wainwright, avec Pierre Marchand sur trois titres, et mixé par Marchand, qui a produit le deuxième album de Wainwright, Poses en 2001.
All Days Are Nights: Songs for Lulu est la première production de Wainwright depuis la mort de sa mère, la chanteuse folk Kate McGarrigle, morte d'un cancer en janvier 2010. Alors que Wainwright est connu pour ses orchestrations et arrangements luxuriants, cet album ne comprend que des morceaux au piano et à la voix, avec douze chansons originales. Trois chansons sont des adaptations de sonnets de William Shakespeare, les Sonnet 10, 20 et 43.

## Conception et développement
Après des projets de plus grande envergure, tels que sa série de concerts en hommage à Judy Garland et l'album qui en a résulté, Rufus Does Judy at Carnegie Hall en 2007, Release the Stars, également en 2007, et les spectacles de Noël annuels intitulés McGarrigle Christmas Hour, Wainwright avait l'intention de faire de son prochain album studio un album plus simple avec piano et voix.

### Titre
La première partie du titre, All Days Are Nights, provient du dernier couplet du Sonnet 43 de William Shakespeare, « All days are nights to see till I see thee[...] ». Interrogé sur la référence à « Lulu », qui apparaît dans la deuxième partie du titre de l'album, Wainwright déclare dans une interview de novembre 2009 que Lulu est une « femme sombre, maussade et dangereuse qui vit en chacun de nous », semblable au personnage de la Dark Lady dans les sonnets de Shakespeare,. Wainwright affirme que sa Lulu était Louise Brooks dans le film Loulou de 1929,. Il déclare également lors d'une interview avec Jian Ghomeshi que Lulu est une référence à l'opéra du même nom d'Alban Berg,, qui a été adapté des pièces de Frank Wedekind, L'Esprit de la terre (en) (Erdgeist, 1895) et La Boîte de Pandore (en) (Die Büchse der Pandora, 1902, cette dernière ayant inspiré le film susmentionné de G. W. Pabst.

### Chansons
Dans la chanson d'ouverture de l'album, Who Are You New York ?, Wainwright utilise des arpèges roulants tout en racontant une « recherche obsessionnelle d'un objet de désir sans nom ». La chanson est écrite à l'origine pour un film, mais elle n'a pas été retenue par les producteurs du film, au soulagement apparent de Wainwright. Les références à la ville de New York dans les paroles de la chanson incluent Grand Central Terminal, Madison Square Garden et l'Empire State Building. Sad with What I Have, décrite comme un « abîme d'apitoiement sur soi », contient une référence à Barbe Bleue, le personnage titre du conte de fées de Charles Perrault datant de 1697.
Martha consiste en des paroles de conversation inspirées par la sœur de Wainwright, Martha. Wainwright déclare que la chanson parle de la « nature finie du temps - vous pouvez continuer encore et encore, et un jour, tout le monde est parti et il n'y a rien que vous puissiez faire à ce sujet ». Un critique du NME décrit le morceau optimiste Give Me What I Want and Give It Me Now !, d'une durée d'un peu plus de deux minutes, comme un « air de spectacle apparemment rituel, atténué par un vague soupçon de quelque chose de sinistre qui se profile à l'horizon, ». Visant les critiques de son opéra, Wainwright considère cette chanson comme l'une des plus personnelles de l'album.
True Loves est une réflexion aphoristique sur l'amour qui se conclut par « Un cœur de pierre ne va jamais nulle part ». The Dream est une chanson mélancolique sur le « sentiment de perte que l'on ressent après s'être réveillé d'une belle vision ». Dans la ballade « au parfum suave » What Would I Ever Do with a Rose ?, Wainwright médite poétiquement sur l'amour et la nature. Les feux d'artifice t'appellent est l'air de clôture du premier opéra de Wainwright, Prima Donna (en), créé au Festival international de Mancsheter en juillet 2009,. Sur l'album, Wainwright tape sur la caisse de résonance du piano et fait courir ses mains le long des cordes pour simuler le « crépitement et la cascade » des feux d'artifice qui illuminent le ciel parisien dans l'opéra,.
Zebulon, qui a une « mélodie lente et triste », contient des références à un ancien amour, ainsi qu'à la mère, la chanteuse folk Kate McGarrigle), et à la sœur de Wainwright. Wainwright écrit la chanson alors que sa mère est malade et séjourne à l'hôpital Royal Victoria de Montréal, comme en témoigne le vers « My mother's in hospital, my sister's at the opera, ». Sandra Sperounes, du Edmonton Journal, décrit la chanson comme une reconstitution des étapes « pénibles » de Wainwright, qui se transforment progressivement en une « promesse de triomphe ou, à tout le moins, de soulagement temporaire de la douleur ». Wainwright et sa mère ont tous deux déclaré que la chanson était l'une de leurs préférées, le premier la considérant même comme l'une des pièces les plus « profondes » de l'album.

### Sonnets
Trois des chansons de l'album sont des adaptations de sonnets de Shakespeare : les Sonnet 10, 20 et 43. Wainwright compose la musique de chacun de ces sonnets, ainsi que de plusieurs autres, lorsqu'il a collaboré avec le metteur en scène d'avant-garde Robert Wilson et le Berliner Ensemble sur un projet connu sous le nom de Sonette,. La production est créée à Berlin en avril 2009 et contient 24 sonnets, chacun stylisé avec des acteurs travestis, « des costumes somptueux, des coiffures énormes et les éclairages et chorégraphies marionnettiques caractéristiques de [Wilson] ».
Sonnet 10, considéré comme l'un des sonnets de procréation de Shakespeare, qui encouragent le jeune homme à se marier et à avoir des enfants, marque la première fois que le poète indique sa propre dévotion au jeune homme.
En ce qui concerne les sonnets, Wainwright déclare : « Je ne m'étais jamais vraiment plongé dedans et je suis sorti à la fin avec l'opinion traditionnelle qu'ils pourraient être les plus grands morceaux de littérature jamais écrits ». Luke Lewis, critique musical du NME, suggère que les auditeurs pourraient trouver Sonnet 43 prétentieux en raison de ses « mélodies obliques et bancales » et Sonnet 10 difficile en fonction de leur tolérance pour « la fantaisie conduite par le piano et la circonlocution élisabéthaine ». Cependant, il complimente le Sonnet 20 pour ses mélodies moins abstraites. Le critique musical du Times, Peter Paphides, commente que les sonnets contiennent les tendances grandiloquentes de Wainwright, les distinguant de la musique du reste de l'album.

## Accueil

### Critiques
Dans l'ensemble, l'accueil critique de l'album est positif. Luke Lewis du NME admet que l'album ne serait pas du goût de tout le monde, mais affirme que les amoureux de la voix de Wainwright verront dans cette œuvre son « expression la plus pure et la plus ininterrompue à ce jour ». De plus, il complimente la performance théâtrale de Wainwright, malgré sa tentative d'enregistrer un disque dépouillé, déclarant qu'« il y a toujours la sensation qu'il fait un spectacle, même quand il est seul devant son piano ». Stockyard écrit que certains des sonnets de Shakespeare que Wainwright a inclus dans l'album se sont révélés « difficiles, maladroits » et moins beaux lorsqu'ils sont mis en musique, et note que « ce n'est peut-être pas une insulte de dire que [Wainwright a] échoué à mettre Shakespeare en valeur ». Sandra Sperounes qualifie l'album de « loin d'être parfait », principalement en raison de son manque d'accessibilité dans « le ton, le sujet et la structure ». Bien que Sperounes fasse l'éloge de Wainwright pour ses ambitions, elle lui reproche de « s'appesantir sur sa misère alors que la plupart de ses chansons avancent lentement, avec seulement une brève rafale de notes pour ponctuer une phrase occasionnelle, comme s'il mobilisait ses forces pour traverser un autre champ de mines ».
Après avoir affirmé que « l'obscurité » est un thème central de l'album, le critique musical T'Cha Dunlevy écrit que l'absence d'orchestrations et d'arrangements luxuriants pour lesquels Wainwright est connu mettait l'accent sur sa solitude, « l'exposant de manière inédite ». Un critique de la BBC déclare que l'album était à la fois intime et intense, et suggére qu'il serait approprié pour « un après-midi pluvieux ou de longues nuits éclairées à la bougie de quête de soi-même ». Le Daily Telegraph publie une critique cinq étoiles affirmant que l'album est « l'album le plus émouvant et le plus solide de Wainwright à ce jour » et a conclu que sa mère serait très fière de cette œuvre.

## Promotion et tournée

### Promotion
Les images utilisées pour l'encart de l'album et d'autres documents promotionnels sont prises lors d'une séance photo avec le photographe Kevin Westenberg le 5 janvier 2010, au Park Avenue Armory à New York. Le 15 mars 2010, Wainwright présente l'album en avant-première lors d'un concert intime au Rose Bar du Gramercy Park Hotel à New York,. Parmi les personnes présentes, il y a Eva Amurri, Penn Badgley, Drew Barrymore, Alexis Bledel, Alan Cumming, Scarlett Johansson, Michael Kors, Lucy Liu, Natasha Lyonne, Kyle Martino, Lou Reed, Susan Sarandon, Christian Siriano (en), Amber Tamblyn et Zachary Quinto.
Who Are You New York ? est d'abord publié en tant que single en format numérique sur l'iTunes Store canadien le 2 mars 2010.

### Tournée
Pour promouvoir l'album, Wainwright entame une tournée en avril 2010 avec une série de concerts à travers l'Irlande et le Royaume-Uni. Sa tournée nord-américaine commence le 15 juin au festival Luminato à Toronto, une nuit après la première nord-américaine de son opéra, Prima Donna.
Pendant la tournée, Wainwright interprète les chansons de l'album comme un cycle de mélodies, sans applaudissements permis entre les morceaux. Wainwright fait sa tournée seul, à la fois en raison de la simplicité des instruments de l'album, juste un piano, et parce que la baisse du prix des billets ne lui permettait pas de se produire avec un grand ensemble. Cependant, les concerts s'accompagnent d'un film de l'artiste vidéo écossais Douglas Gordon et de « costumes glamour » du créateur de mode Zaldy Goco, qui a créé pour Wainwright une cape noire à plumes de 17 pieds de long,. Wainwright reconnait que la tournée est un défi, car All Days Are Nights : Songs for Lulu contient certaines de ses œuvres « les plus difficiles » et « techniquement exigeantes, ». En ce qui concerne sa tournée et sa capacité à faire face au chagrin causé par la mort de sa mère, Wainwright reconnait que : « C'est un terrain tellement nouveau pour moi et il y a des moments où je pense que je vais bien et deux secondes plus tard je suis par terre, donc c'est inconnu. Je découvre tout au fur et à mesure. C'est ce que nous traversons tous... mais c'est toujours très difficile ».

## Reprises par d'autres artistes
Le cycle complet de chansons de All Days Are Nights est interprété par des chanteurs d'opéra, Corinne Winters, Liza Forrester, Andrew Garland et Joshua Jeremiah, au Lincoln Center de New York le 17 novembre 2011, sous le titre Who Are You New York? : The Songs of Rufus Wainwright. Il est présenté par le New York City Opera avant la première américaine de l'opéra de Wainwright, Prima Donna, au NYCO.
Le 1er mars 2012, la mezzo-soprano canadienne Wallis Giunta interprète le cycle complet de chansons lors d'un concert au Jane Mallett Theatre de Toronto, et continue à en interpréter régulièrement des sélections en récital.
Le cycle de chansons est également chanté par la soprano Janis Kelly et la mezzo-soprano Angelika Kirchschlager lors de concerts avec Wainwright le 9 mars 2014 à Sankt Pölten, en Autriche et le 14 juin 2015 à Ludwigsburg, en Allemagne.

## Liste des titres

### Édition standard
1. Who Are You New York? – 3:42
2. Sad with What I Have – 3:06
3. Martha – 3:12
4. Give Me What I Want and Give It to Me Now! – 2:08
5. True Loves – 3:52
6. Sonnet 43 (William Shakespeare, Wainwright) – 4:28
7. Sonnet 20 (Shakespeare, Wainwright) – 2:59
8. Sonnet 10 (Shakespeare, Wainwright) – 2:56
9. The Dream – 5:27
10. What Would I Ever Do with a Rose? – 4:23
11. Les feux d'artifice t'appellent (Wainwright, Bernadette Colomine) – 5:57
12. Zebulon – 5:38

### Bonus
L'édition deluxe sur iTunes pour le Canada et les États-Unis contient une version live de Zebulon. L'édition digipack bonus track sortie au Royaume-Uni contient une version alternative de Les feux d'artifice t'appellent.

## Personnel
- Rufus Wainwright – Voix, piano, producteur
- Tom Arndt – Coordonnateur des contenus
- Adam Ayan – Mastering
- Pat Barry – Coordinateur création
- Daniel Boldoc – Accordeur de Piano
- Carlos Cicchalli – Coordination production
- Douglas Cordon – photographie
- Caroline Kousidonis – Producteur
- Pierre Marchand – Mixage
- Amy Maybauer – A&R
- Evalyn Morgan – A&R
- Frederik Pedersen – Photographe assistant
- Julian Peplos – Design
- Cary Rough – Photographe assistant
- Tom Schick – Ingénieur son
- Pascal Shefteshy – Ingénieur, assistant
- Jörn Weisbrodt – Écrivain
- Zeynep Yücal – Producteur

## Classement
| Classement (2010)             | Meilleure position |
| ----------------------------- | ------------------ |
| Autriche (Ö3 Austria Top 40)  | 75                 |
| Belgique (Flandre Ultratop)   | 52                 |
| Belgique (Wallonie Ultratop)  | 73                 |
| Canada (Canadian Albums)      | 4                  |
| Danemark (Tracklisten)        | 31                 |
| Pays-Bas (Mega Album Top 100) | 38                 |
| France (SNEP)                 | 160                |
| Grèce (IFPI)                  | 13                 |
| Norvège (VG-lista)            | 27                 |
| Espagne (Promusicae)          | 41                 |
| Royaume-Uni (UK Albums Chart) | 21                 |

## Historique des sorties
All Days Are Nights: Songs for Lulu sort pour la première fois sous le label Decca au Canada le 23 mars 2010, suivi du Royaume-Uni sous le label Polydor le 5 avril, de l'Union européenne le 12 avril et des États-Unis via Decca le 20 avril. Une version digipack de l'album sort au Royaume-Uni en contenant une version alternative de Les feux d'artifice t'appellent en bonus. Les Canadiens qui ont précommandé l'album via iTunes reçoivent une version live de Zebulon en bonus.
| Région           | Date          | Label   | Format       |
| ---------------- | ------------- | ------- | ------------ |
| Canada           | 23 mars 2010  | Decca   | CD           |
| Royaume-Uni      | 5 avril 2010  | Polydor | CD, digipack |
| Union Européenne | 12 avril 2010 | Polydor | CD           |
| États-Unis       | 20 avril 2010 | Decca   | CD, vinyl    |